# Rolf Fülleborn
Rolf Fülleborn (* 1. August 1943 in Dresden; † 14. April 1963 bei Lenzen) war ein Todesopfer an der innerdeutschen Grenze.

## Leben
1958 schloss Fülleborn die Grundschule ab und begann eine Lehre als Binnenschiffer, die er im Juli 1961 abschloss. Noch während seiner Lehrzeit bewarb er sich mehrfach bei der Deutschen Seereederei in Rostock, wurde aber wegen Vielzahl der Bewerber abgelehnt. Auch bei der Deutschen Binnenreederei fand er keine Anstellung.

### Erster Fluchtversuch und Haft
Am 15. Oktober 1961 versuchte Fülleborn das erste Mal aus der DDR zu fliehen. Er schwamm von Wittenberge aus durch die Elbe. Wegen der Kälte stieg er flussabwärts aus dem Wasser und ging den Elbdeich entlang in Richtung Grenze. Im dichten Nebel lief er zwei betrunkenen Grenzsoldaten in die Arme, wie er später berichtete. Vom Kreisgericht Seehausen wurde er am 17. Oktober 1961 zu einem Jahr Haft verurteilt. Seine Haftstrafe verbüßte er zum Teil im Haftarbeitslager Schwarze Pumpe. Am 20. Juni 1962 wurde er wegen guter Führung auf Bewährung vorzeitig aus der Haft entlassen. Fülleborn erhielt ein Berufsverbot als Binnenschiffer und eine Einreisesperre für alle DDR-Grenzkreise.

### Zweiter Fluchtversuch
Am 14. April 1963 verabschiedete sich Fülleborn von seinen Eltern, um nach seinen Angaben einen Freund in Karl-Marx-Stadt zu besuchen. Bei Elbkilometer 489 zwischen Mödlich und Vietze im Raum Lenzen (Elbe) beobachtete am 15. April 1963 gegen 7.50 Uhr ein westdeutsches Zollboot, wie eine männliche Leiche durch DDR-Grenzsoldaten aus dem Wasser geholt wurde. Laut dem Bericht der Zollbeamten sei die Person zwischen 20 und 30 Jahre alt gewesen, habe Schwimmflossen getragen und ein weißes Gerät um die Gürtellinie, an dem ein Schnorchel befestigt war. Eine weiße Plastiktüte sei auf dem Rücken befestigt gewesen. Bis etwa 12.00 Uhr habe die Bergung und Untersuchung des Toten gedauert.
Die Eltern wurden am Nachmittag desselben Tages über den Fund informiert; der Vater identifizierte den Toten am 16. April 1963 als seinen Sohn. Ohne das Wissen der Eltern wurde die Leiche am 18. April 1963 von Lenzen nach Wittenberge gebracht und dort beigesetzt. Die Familie erwirkte später eine Umbettung auf einen Friedhof in Dresden, wo Rolf Fülleborn am 13. August beigesetzt wurde.
Die Zentrale Ermittlungsstelle für Regierungs- und Vereinigungskriminalität fand bei der Untersuchung des Falls in den 1990er Jahren keine Hinweise auf eine Straftat und stellte das Verfahren deshalb ein.